# Радиковци
Радиковци су насељено место у саставу града Доњег Михољца у Осјечко-барањској жупанији, Република Хрватска.

## Историја
До територијалне реорганизације у Хрватској налазили су се у саставу старе општине Доњи Михољац.

## Становништво
На попису становништва 2011. године, Радиковци су имали 292 становника.

## Попис1991.
На попису становништва 1991. године, насељено место Радиковци је имало 348 становника, следећег националног састава:
| Попис 1991.‍  | Попис 1991.‍  | Попис 1991.‍ | Попис 1991.‍ | Попис 1991.‍ |
| ------------ | ------------ | ----------- | ----------- | ----------- |
|              |              |             |             |             |
| Хрвати       | Хрвати       |             | 330         | 94,82%      |
| Срби         | Срби         |             | 14          | 4,02%       |
| Роми         | Роми         |             | 2           | 0,57%       |
| неопредељени | неопредељени |             | 2           | 0,57%       |
| укупно: 348  |              |             |             |             |